# 中山由美
中山由美是日本的动画师、人物设计。隶属于J.C.STAFF。参与过《快感！指令》（又译《快感！乐园》）、《暗之末裔》、《推理之绊》、《无法逃离的背叛》等动漫的制作。因设计英俊的男性而出名。

## 参加作品

### 电视动画
1997年
- 少女革命（作畫監督、作畫輔佐、原畫）

1998年
- 爱丽丝SOS（角色設計）
- 男女跷跷板（作画監督、原画）

1999年
- 魔术士欧菲（原畫）
- 快感！指令（又譯快感！乐园）（角色設計））
- 迷糊女战士
- 魔術士歐菲 Revenge（魔術士歐菲第2部）（原畫）

2000年
- Da!Da!Da!（原畫）
- 暗之末裔（角色設計、作畫監督）

2001年
- 魔法战士李维（原畫）

2002年
- 青出於藍（総作画監督）
- 推理之絆（角色設計、総作画監督、作画監督、OP原画）

2003年
- ガンパレード・マーチ 〜新たなる行軍歌〜（原画）
- 青出於藍〜綠〜（青出於藍第2部）（総作画監督、作画監督）

2004年
- 光與水的女神-DAPHNE IN THE BRILLIANT BLUE
- 忘却的旋律（作画監督）
- 七武士（原畫）

2005年
- LOVELESS（総作画監督、作画監督）
- 我們的仙境～Heartful days（預告原畫）
- 增血鬼果林（角色設計、総作画監督、作画監督、原畫）

2006年
- 学园天堂 BOY'S LOVE SCRAMBLE!（角色設計、総作画監督）
- Ghost Hunt（作画監督、原畫）
- 少年阴阳师（原畫）

2007年
- 天保异闻 妖奇士（原畫）
- 金色琴弦〜primo passo〜（原畫）
- 交响情人梦（作画監督、原畫、第二原畫）
- 天翔少女（作画監督、OP原畫）
- ぽてまよ（作画監督、原畫）
- 灼眼的夏娜Ⅱ（作画監督）
- 君吻 pure rouge（作画監督）

2008年
- 隐王（総作画監督、ED作画監督）
- 死後文（原畫）

2009年
- 初恋限定。（作画監督）
- 07-GHOST（原畫）

2010年
- 无法挣脱的背叛（角色設計・総作画監督・作画監督、OP総作画監督、ED總作画監督）
- 薄樱鬼（OP原画）
- 薄樱鬼 碧血録（OP原画）
- 少女妖怪 石榴（作画監督、OP原画）
- 咎狗之血（作画監督）

2011年
- 食梦者玛莉（第二原畫）
- 爆漫王。（作畫監督、原畫）
- 歌之☆王子殿下♪ 真愛1000%（作畫輔佐、原畫）
- 世界一初恋（OP原畫）
- 爆漫王。2（原畫）
- 少年同盟（原畫）

2012年
- 少年同盟 2（原畫）
- 坂道上的阿波羅（原畫）
- 聖靈家族（作畫監督、作畫監督輔佐、原畫）
- 薄樱鬼 黎明錄（作畫監督、作畫監督輔佐、原畫）
- 黑子的籃球（原畫）

2013年
- 歌之☆王子殿下♪ 真爱2000%（作畫監督、原畫）
- 八犬傳－東方八犬異聞－第2期（作畫監督）
- 青春紀行（作畫監督、原畫）
- 眼鏡部！（作畫監督）

2014年
- LOVE STAGE!!（作畫監督、原畫）
- 黑执事 Book of Circus（作畫監督、原畫）
- Selector infected WIXOSS（作畫監督）

2015年
- 紀錄地平線第2期（作畫監督）
- 食戟之靈（作畫監督）
- 純情羅曼史 3（作畫監督）

2016年
- NORN9 命運九重奏（作畫監督）
- 為美好的世界獻上祝福！（作畫監督）
- 爆音少女！！（作畫監督）
- DAYS（作畫監督、原畫）
- 齊木楠雄的災難（作畫監督、總作畫監督）

2017年
- MARGINAL#4 KISS創造的Big Bang（作畫監督）
- 飙速宅男 NEW GENERATION（作畫監督）
- 昭和元祿落語心中（作畫監督）
- 青春歌舞伎（作畫監督）
- 愛麗絲與藏六（作畫監督、原畫）
- 狂賭之淵（原畫）
- 地狱少女 宵伽（作畫監督）

2018年
- 殺戮的天使（作画監督）
- 廢柴王子（日语：DAME×PRINCE）（總作畫監督）

2019年
- 一拳超人第2期（作畫監督）

2020年
- 科学超电磁炮T作畫監督）

2021年
- WIXOSS DIVA(A)LIVE（日语：WIXOSS DIVA(A)LIVE）（作畫監督）
- 花樣滑冰Stars（作畫監督）
- 戰鬥員派遣中！（作畫監督）
- BLUE REFLECTION 幻舞少女之劍（作畫監督）
- 瓦尼塔斯的手札（作畫監督）

2023年
- Dr.STONE NEW WORLD（作畫監督）
- 七魔劍支配天下（作畫監督）
- 催眠麦克风 -Division Rap Battle- Rhyme Anima+（作畫監督）

2024年
- 我回來了、歡迎回家（總作畫監督）
- 2.5次元的誘惑（作畫監督）
- 黃昏光影（總作畫監督）
- 重啟人生的千金小姐正在攻略龍帝陛下（作畫監督）

### OVA
- 风魔小次郎 夜叉篇（1989年）原画（3話、5話）
- 风魔小次郎 风魔反乱篇（1992年）原画
- ハンサムな彼女（1992年）キャラクターデザイン
- 寻宝探险记 世にも幸せな冒険者たち（又译Fortune Quest 世にも幸せな冒険者たち）（1993年）キャラクターデザイン、作画監督
- でたとこプリンセス（1997年）作画監督

### 剧场版
- 荆棘之王 -King of Thorn-（又译《古城荆棘王》）（2010年）原画